# 張三借靴
張三借靴是一个传统剧目，讲述无赖张三向他的好友借靴的故事，讽刺人性的丑恶。现在赣剧、京剧、 豫剧都还保留这剧目。